# Rue du 19-Mars-1962 (région Languedoc-Roussillon)
 (février 2025).
Il existe, dans les cinq départements français de la région Languedoc-Roussillon, de nombreux odonymes Rue du 19-Mars-1962, sous diverses graphies, en référence à un événement contemporain majeur survenu à cette date :  le cessez-le-feu du 19 mars 1962, qui marqua la fin de la guerre d'Algérie, au lendemain de la signature des accords d'Évian.
Voir aussi les noms de rues contenant cette même date, sans millésime, dans les pages 19-Mars (odonyme) et Dix-Neuf-Mars (odonyme).

## Liste des communes de la région Languedoc-Roussillon possédant unerue du 19-Mars-1962
| « Rue (du) 19-Mars-1962 », en France [12/23] | « Rue (du) 19-Mars-1962 », en France [12/23] | « Rue (du) 19-Mars-1962 », en France [12/23]                                                                     | « Rue (du) 19-Mars-1962 », en France [12/23] | « Rue (du) 19-Mars-1962 », en France [12/23] | « Rue (du) 19-Mars-1962 », en France [12/23]                                                             |
| Région : Languedoc-Roussillon—5 départements—Plus de 106 odonymes dans les 1545 communes de cette région | Région : Languedoc-Roussillon—5 départements—Plus de 106 odonymes dans les 1545 communes de cette région | Région : Languedoc-Roussillon—5 départements—Plus de 106 odonymes dans les 1545 communes de cette région         | Région : Languedoc-Roussillon—5 départements—Plus de 106 odonymes dans les 1545 communes de cette région                                                                    | Région : Languedoc-Roussillon—5 départements—Plus de 106 odonymes dans les 1545 communes de cette région | Région : Languedoc-Roussillon—5 départements—Plus de 106 odonymes dans les 1545 communes de cette région |
| 11 - Aude 19 sur 438 communes | 30 - Gard 59 sur 353 communes | 34 - Hérault 7 sur 343 communes                                                                                  | 48 - Lozère 9 sur 185 communes | 66 - Pyrénées-Orientales 12 sur 226 communes | |
| --- | --- | --- | --- | --- | --- |
| 1. Alzonne 2. Axat 3. Bram 4. Capendu 5. Caux-et-Sauzens 6. Durban-Corbières 7. Ferrals-les-Corbières 8. Fontjoncouse 9. Luc-sur-Orbieu 10. Marcorignan 11. Montréal 12. Moussoulens 13. Pépieux 14. Pezens 15. Puichéric 16. Quillan 17. Rieux-Minervois 18. Sallèles-d'Aude 19. Villesèquelande | 1. Aigremont 2. Aigues-Mortes 3. Aigues-Vives 4. Aimargues 5. Alès 6. Bagard 7. Bagnols-sur-Cèze 8. Beaucaire 9. Bessèges 10. Bezouce 11. Boucoiran-et-Nozières 12. Brignon 13. Brouzet-lès-Alès 14. La Calmette 15. Calvisson 16. Castelnau-Valence 17. Clarensac 18. Connaux 19. Domessargues 20. Fons 21. Gagnières 22. Générac 23. Lasalle 24. Laval-Pradel 25. Lédenon 26. Lédignan 27. Logrian-Florian 28. Manduel 29. Le Martinet 30. Meynes 31. Montfrin 32. Montignargues 33. Pont-Saint-Esprit 34. Portes 35. Pujaut 36. Remoulins 37. Roquemaure 38. Saint-Chaptes 39. Saint-Christol-lès-Alès 40. Saint-Geniès-de-Malgoirès 41. Saint-Gervasy 42. Saint-Jean-de-Maruéjols-et-Avéjan 43. Saint-Jean-de-Serres 44. Saint-Jean-de-Valériscle 45. Saint-Jean-du-Gard 46. Saint-Laurent-d'Aigouze 47. Saint-Laurent-des-Arbres 48. Saint-Martin-de-Valgalgues 49. Saint-Maurice-de-Cazevieille 50. Saint-Privat-des-Vieux 51. Saint-Quentin-la-Poterie 52. Saint-Théodorit 53. Salindres 54. Les Salles-du-Gardon 55. Savignargues 56. Tavel 57. Uzès 58. Vauvert 59. Le Vigan | 1. Béziers 2. Cazouls-lès-Béziers 3. Cébazan 4. Maraussan 5. Marseillan 6. Nissan-lez-Enserune 7. Saint-Pargoire | 1. Banassac 2. Chambon-le-Château 3. Châteauneuf-de-Randon 4. Grandrieu 5. Langogne 6. Meyrueis 7. Rieutort-de-Randon 8. Saint-Alban-sur-Limagnole 9. Saint-Germain-du-Teil | 1. Arles-sur-Tech 2. Banyuls-sur-Mer 3. Céret 4. Maureillas-Las-Illas 5. Millas 6. Prats-de-Mollo-la-Preste 7. Saint-Jean-Pla-de-Corts 8. Saint-Paul-de-Fenouillet 9. Le Soler 10. Toulouges 11. Villelongue-de-la-Salanque 12. Vinça | |

## Sources principales
Géolocalisées
- maps.google.fr Google Maps
- www.geoportail.gouv.fr Géoportail
- www.openstreetmap.org OpenStreetMap
- www.viamichelin.fr ViaMichelin

Non géolocalisées
- www.rue-ville.info Rues de la ville